# Annie Ernaux
Annie Ernaux rođena Duchesne (1. rujna 1940. u Lillebonn, Francuska) je francuska spisateljica, profesorica književnosti i dobitnica Nobelove nagrade za književnost 2022.

## Život
Annie Ernaux je odrasla u malom gradiću Yvetot u Normandiji u kojem su njezini roditelji vodili kafe s prodavaonicom miješane robe.
Početkom 60-tih je jedno vrijeme radila u Londonu kao Au-pair djevojka, iskustvo o kojem je kasnije pisala u svojoj knjizi Mémoire de fille (Sjećanja jedne djevojke, 2016).
Nakon studija književnosti na sveučilištu u Rouenu predavala je francuski jezik i književnost u srednjoj školi te je krajem 70 –tih započela s radom u Nacionalnom centru za obrazovanje na daljinu (CNED), gdje predavala 23 godine. Phillipe i Annie Ernaux imaju dva sina, brak je razveden početkom osamdesetih.

## Stvaranje i književna karijera
Započela je karijeru spisateljice s knjigom Les Armoires vides (1974), novelom autobiografskog karaktera. 1984 je dobila Renaudot nagradu za knjigu La place u kojoj piše o svom odnosu s ocem, iskustvu odrastanja u malom francuskom gradiću te selidbu iz rodnog mjesta njezinih roditelja u novu životnu fazu studiranja i odrastanja.
Annie Ernaux se vrlo rano prestala baviti fikcijom i okrenula se autobiografskim temama,  njezina djela su kombinacija povijesnih događaja i osobnih iskustava. Ona opisuje socijalni uspon roditelja u La place i La honte, tinejdžerske godine u Ce qu’ils dissent ou rien, svoj brak u La femme gelee, strastvenu aferu s muškarcem iz istočne Europe u Passion simple, Alzheimerovu bolest u Je ne suis pas sortie de ma nuit, smrt majke u Une femme, te oboljenje od raka dojke u L’usage de la photo. 
Memoari Les annes (Godine) slavljeni su kao remek-djelo i prevedeni na brojne svjetske jezike. Annie Ernaux prvi put piše o sebi u trećem licu (elle) i opisuje na vrlo slikovit način Francusku nakon drugog svjetskog rata bis ranih 2000-ih. Piše o ratu u Alžiru, radijskim i televizijskim emisijama, o manifestima za pravo na pobačaj, nuklearnim prijetnjama i naprecima tehnologije. Susrećemo se s modama, željama i preobražajima generacija te povijesnim događajima i ličnostima. „Ovo je autobiografija kakvu niste nikad čitali. Roman Godine ozbiljna je i hrabra knjiga, U traganju za izgubljenim vremenom našeg doba medijske dominacije i konzumerizma, naše epohe apsolutnog robnog fetišizma.“.

## Političke aktivnosti
Ernaux je poznata zagovornica ljevičarskih inicijativa za socijalnu pravdu. 
Podržavala je predsjedničkog kandidata 2012 Jean-Luc Mélenchon te proteste Žutih prsluka. Uvijek je iznova naglašavala da podržava BDS pokret (pokret koji traži politički i ekonomski bojkot Izraela)te je potpisala peticiju za puštanje na slobodu Georgesa Abdallah, koji je 1982. osuđen na doživotan zatvor zbog atentata na američkog vojnog atašea Charlesa R. Raya te izraelskog diplomatu Yacova Barsimantova.  
Nakon objave dodjele Nobelove nagrade, Ernaux je iskazala svoju solidarnost s protestima u Iranu rasplamsanih nakon smrti mlade Iranke, koja je umrla u pritvoru policije za moral.

## Djela na hrvatskom prijevodu
- Samo strast (Vuković&Runjić, 2002.)
- Mjesto (Disput, 2008.)
- Jedna žena (Kulturtreger & Multimedijalni institut, 2021.)
- Događaj (Kulturtreger & Multimedijalni institut, 2021.)

## Djela (izbor)
- Les Armoires vides, 1974.
- Ce qu'ils disent ou rien, 1977.
- La Femme gelée, 1981.
- La Place, 1983
- Une femme, 1987.
- Passion simple, 1992.
- Journal du dehors, 1993.
- La Honte, 1997.
- L'Événement, 2000.
- La Vie extérieure, 2000.
- Se perdre, 2001.
- L'Occupation, 2002.
- L'Usage de la photo, avec Marc Marie, textes d'après photographies, 2005.
- Les Années, Gallimard, 2008
- L'Atelier noir 2011.
- Retour à Yvetot 2013.

## Nagrade
- Prix d'Honneur za „Ce qu'ils disent ou rien”, 1977.
- Prix Renaudot et prix Maillé-Latour-Landry de l’Académie française za „Mjesto”, 1984.
- Prix Marguerite-Duras za „Godine”, 2008.
- Prix François-Mauriac za „Godine”, 2008.
- Prix de la langue française za životni rad, 2008.
- Docteur honoris causa de l'université de Cergy-Pontoise, 2014.
- Premio Stega, talijanska nagrada za književnost za „Godine”, 2016.
- Prix Marguerite-Yourcenar za životni rad
- Nagrada Ernest Hemingway za životni rad, 2018.
- Nagrada Gregor von Rezzori za „Une femme”, 2019.
- Prix Formentor, 2019.
- Prix de l'Académie de Berlin, 2019.
- Prix Littéraire de la Fondation Prince Pierre de Monaco, 2021.
- Nobelova nagrada za književnost, 2022.

## Vanjske poveznice
- službeno mrežno mjesto